# Kiwaidae

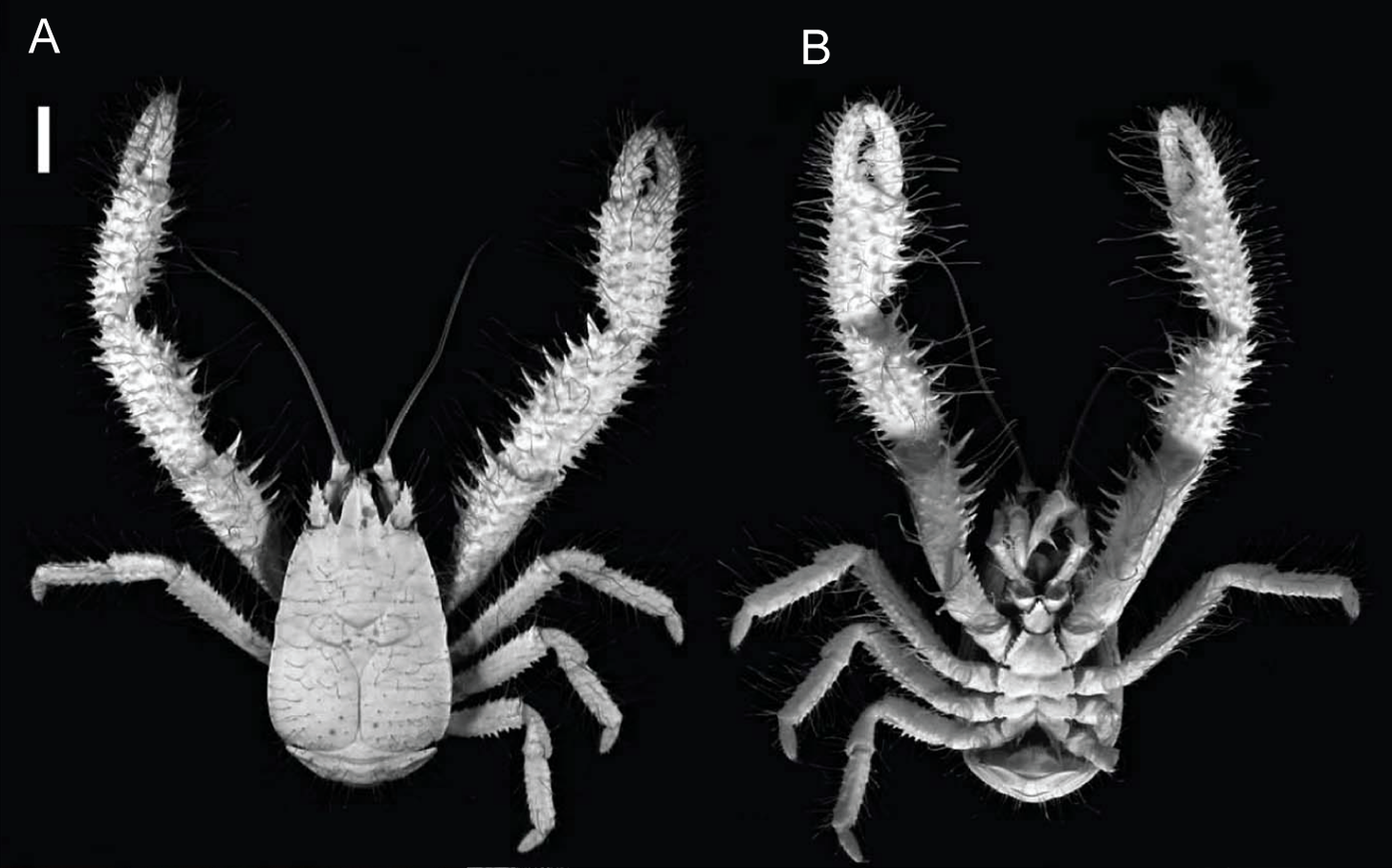
Kiwa puravida.

Kiwaidae é uma família de crustáceos decápodes marinhos das fontes hidrotermais profundas e das zonas de emanação fria (cold seeps). As espécies conhecidas desta família são referidas pelo nome comum de caranguejos-yeti, dado o seu aspecto hirsuto lembrar o mítico yeti. A família é considerada monotípica, sendo por enquanto apenas conhecido o género Kiwa, mas dada que o grupo provém das fontes hidrotermais de grande profundidade são conhecidos apenas alguns exemplares. Kiwaidae é geralmente integrada na superfamília Chirostyloidea, embora apareça por vezes como parte de uma superfamília monotípica Kiwaoidea, especificamente criada para acomodar as peculiaridades do género Kiwa.

## Descrição
Foram descritas duas espécies no género Kiwa, por ora o único da família:
- Kiwa hirsuta descoberta em 2005;[1]
- Kiwa puravida, decoberta em 2006.[3]

Existe pelo menos mais uma espécie conhecida e ainda não descrita, mas a incipiência do conhecimento da faunda região abissal dos oceanos, onde esta família habita, leva a crer que novas espécies, ou mesmo géneros, possam existir.